# Años 330
Los años 330 o década del 330 empezó el 1 de enero del 330 y terminó el 31 de diciembre del 339.

## Acontecimientos
- Marcos de Ostia sucede a San Silvestre como papa en el año 336
- San Julio I sucede a San Marcos como papa en el año 337